# Odostomia bruneri
Odostomia bruneri is een slakkensoort uit de familie van de Pyramidellidae. De wetenschappelijke naam van de soort is voor het eerst geldig gepubliceerd in 1882 door A. E. Verrill.